# Ledové víno

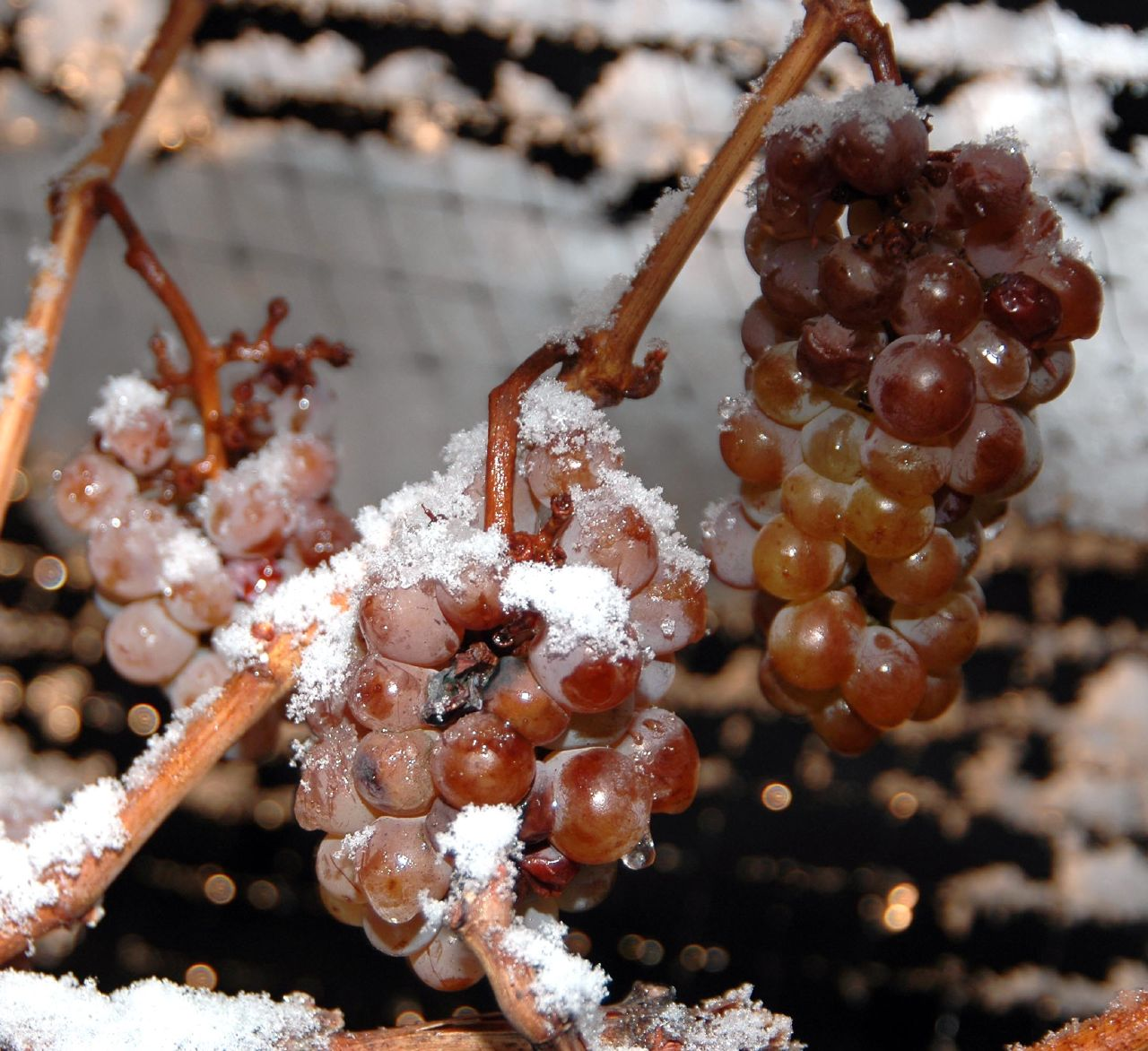
Zasněžené hrozny ledového vína

Ledové víno je typ vína s přívlastkem, které bylo vyrobeno ze zmrzlých hroznů. Ledová vína jsou charakteristická výrazným aroma, nižším obsahem alkoholu (8–9 %) a vysokým zbytkem cukru. Obvykle se plní do malých lahví, jejichž cena však odpovídá obvykle vysoké kvalitě ledových vín, technologické náročnosti výroby a především nízké výlisnosti (pouze kolem 20 %) při zpracování zmrzlých hroznů.

## Historie
Nejstarší dochované záznamy o výrobě ledového vína pochází z roku 1794 z oblasti Franky, kdy k jeho výrobě zřejmě přispěl nenadálý mráz. K většímu rozšíření výroby ledových vín došlo v průběhu 20. století, kdy se začalo vyrábět ve většině severských vinařských států. Mezi nejznámější výrobce patří zejména Německo, dále pak Švýcarsko, Rakousko, Slovinsko a od roku 1983 i Kanada.
V Česku se s výrobou ledových vín začalo v druhé polovině devadesátých let 20. století, mezi přívlastková vína byla oficiálně zařazena novelou vinařského zákona až v roce 2000.

## Výroba
Hrozny pro výrobu ledového vína musí být sklízeny při velmi nízké teplotě, jejíž hodnota je definována zákonem. V Česku a v Německu je to minimálně –7 °C a v Kanadě –8 °C. Při sklizni a zpracování hroznů se musí postupovat tak, aby před vylisováním bobulí nedošlo k jejich rozmrznutí. Při lisování zůstává voda ve formě krystalků ledu uvnitř lisu, zatímco ven vytéká hustý a velmi sladký koncentrovaný mošt. Český vinařský zákon požaduje, aby tento mošt vykazoval cukernatost minimálně 27 ° NM, což nebývá problém splnit. Daní za vysokou kvalitu moštu je velmi nízká výlisnost, která se pohybuje kolem 20 %.
Mošt kvasí velice pomalu a ve víně vždy zůstane vysoký zbytek cukru. Víno neprokvasí na více než 8–9 % alkoholu, má však vyšší obsah kyselin a velmi vysoký extrakt (obvykle více než 50 g/l). Ledová vína jsou plná, harmonická, sladká a velmi aromatická.
Zpracování hroznů přírodní cestou, kdy se mošt nechá kvasit samovolně, bez zásahu zevnějšku, se u vín může projevit vyšším obsahem alkoholu, 12-15%, se zbytkovým cukrem nepřímo úměrným obsahu alkoholu. Tedy větší část cukerného extraktu překvasí na alkohol. Takový způsob zpracování moštu je velmi časově náročný a samovolné ustálení a vyčeření moštu, jak už bylo řečeno, bez chemické dopomoci, může trvat klidně i 5 - 6 let. Vína zpracována touto technologii mají větší časovou stálost a odrůdovost. V poslední době se tento trend dostává čím dál tím víc do popředí i při zpracování ostatních přívlastkových či sudových vín.
Výroba ledových vín je poměrně riskantní proces, neboť je nutné hrozny ponechat na keřích až do prvních mrazů, které zajistí zmrznutí bobulí na požadovanou teplotu. Hrozny mohou být napadeny hnilobou, poškozeny zvěří nebo ptáky (zejména špačky), případně dokonce odcizeny.
K výrobě ledových vín je nutné používat pozdní odrůdy, které jsou odolné proti hnilobě nebo opadávání hroznů. Nejčastěji se používá Ryzlink rýnský, Ryzlink vlašský, Chardonnay, Sauvignon nebo Veltlínské zelené.